# WC (Rapper)

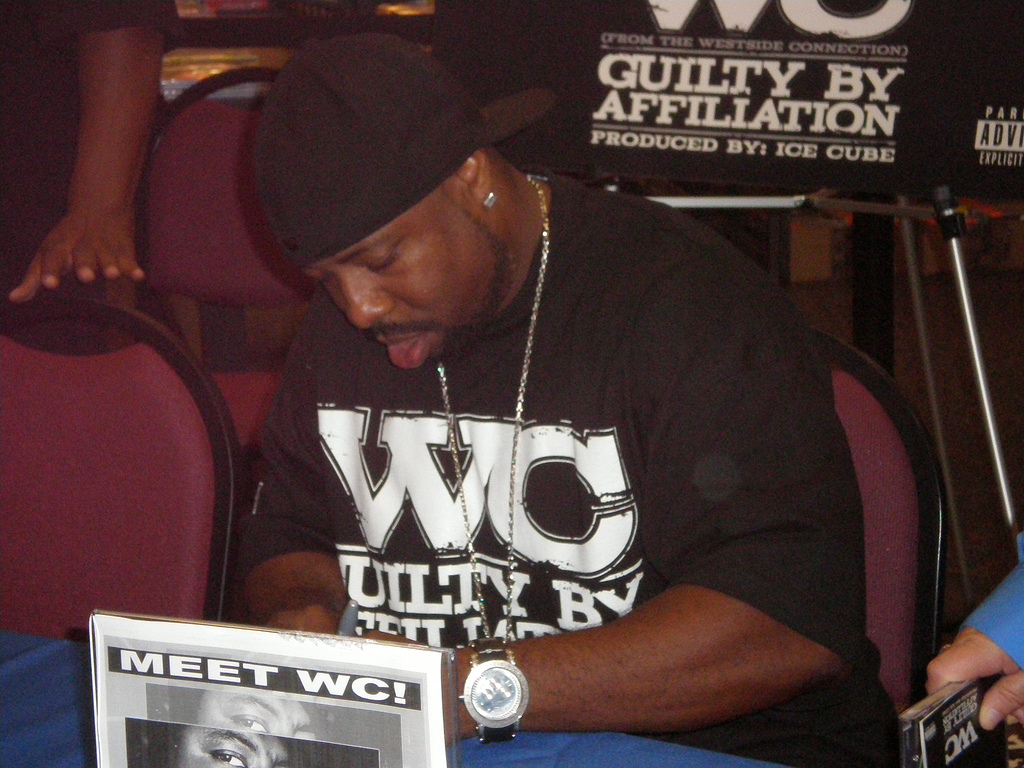
WC

William L. Calhoun, jr. (* 9. August 1970 in Texas, USA) ist ein US-amerikanischer Rapper, der in seiner Kindheit nach South Central Los Angeles zog, und auch als WC (gesprochen dub-cee) bekannt ist. Außerdem ist er bekannt für seinen markanten Spitzbart sowie seine harten Texte und den in Rapkreisen bekannten Crip-Walk-Tanz. Zudem war er in den späten 1990ern eine feste Größe im Rap-Genre.

## Leben und Karriere
1993 war WC an einem Mordfall in einer Disko in Los Angeles verwickelt. Er wurde beschuldigt, einen Mann in den Rücken geschossen und dadurch getötet zu haben. Alle Anklagen gegen WC wurden aber fallen gelassen, da ein Mitglied seiner Gruppe namens Big.K (a.k.a The Teaman) die volle Schuld auf sich nahm und ihn somit entlastete.
Dieser Vorfall führte WC zu den Spitznamen „The Killah“. Mit diesem Spitznamen wurde er auch Teil der Westcoast-Rap-Gruppe Westside Connection. Die anderen Mitglieder dieser Gruppe waren Ice Cube aka „The Gangsta“ und Mack 10 alias „The Dope Deala“. Bevor WC Mitglied der Westside Connection wurde, begann er seine Karriere bei Untergrund Rap-Gruppen wie „Low Profile“ und „The Maad Circle“. Das Debütalbum der „Westside Connection“ wurde ein großer Erfolg. Das Album wurde zu Platin und war auf Platz 2 der Billboard Charts. Die Single Bow Down kam auf Platz 21 der US-Charts.
1998 landete WCs Debütalbum The Shadiest One mit den Singles Cheddar, Just Clownin und Better Days in den Top 20 der US-Albumcharts.
Das Folgealbum Ghetto Heisman, welches 2002 erschien, konnte ebenfalls in die Top 20 der Albumcharts vorstoßen.
Das nächste Album WCs ist 2007 erschienen und trägt den Titel Guilty by Affiliation. Das Album ist über Lench Mob Records veröffentlicht worden. Außerdem war der Rapper zuletzt auf Ice Cube's Album Laugh Now, Cry Later, welches 2006 erschien, zu hören.
WC und sein guter Freund Ice Cube rappten zudem bei der VH1 2006 Hip Hop Konvention den Song Go to Church.

## Diskografie

### Alben
| Jahr | Titel                    | Höchstplatzierung, Gesamtwochen, AuszeichnungChartplatzierungen (Jahr, Titel, Platzierungen, Wochen, Auszeichnungen, Anmerkungen) | Höchstplatzierung, Gesamtwochen, AuszeichnungChartplatzierungen (Jahr, Titel, Platzierungen, Wochen, Auszeichnungen, Anmerkungen) | Anmerkungen                             |
| Jahr | Titel                    | UK | US | Anmerkungen                             |
| ---- | ------------------------ | --- | --- | --------------------------------------- |
| 1995 | Curb Servin’             | — | US85 (3 Wo.)US |                                         |
| 1998 | The Shadiest One         | — | US19 (11 Wo.)US | Erstveröffentlichung: 17. März 1998     |
| 2002 | Ghetto Heisman           | — | US46 (5 Wo.)US | Erstveröffentlichung: 12. November 2002 |
| 2007 | Guilty By Affiliation    | — | US49 (3 Wo.)US | Erstveröffentlichung: 14. August 2007   |
| 2011 | Revenge of the Barracuda | — | — | Erstveröffentlichung: 8. März 2011      |

### Kollaborationen
- 2013: West Coast Gangsta Shit (mit Daz Dillinger)

### Singles
| Jahr | Titel Album                    | Höchstplatzierung, Gesamtwochen, AuszeichnungChartplatzierungen (Jahr, Titel, Album, Platzierungen, Wochen, Auszeichnungen, Anmerkungen) | Höchstplatzierung, Gesamtwochen, AuszeichnungChartplatzierungen (Jahr, Titel, Album, Platzierungen, Wochen, Auszeichnungen, Anmerkungen) | Anmerkungen                                                      |
| Jahr | Titel Album                    | UK | US | Anmerkungen                                                      |
| ---- | ------------------------------ | --- | --- | ---------------------------------------------------------------- |
| 1997 | Just Clownin’ The Shadiest One | UK—UK | US56 (20 Wo.)US | Erstveröffentlichung: 1997                                       |
| 1998 | Better Days The Shadiest One   | — | US64 (7 Wo.)US | Erstveröffentlichung: 1998 feat. Jon B.                          |
| 2002 | The Streets Ghetto Heisman     | UK48 (2 Wo.)UK | US81 (13 Wo.)US | Erstveröffentlichung: 23. Juli 2002 feat. Snoop Dogg & Nate Dogg |

## Filmografie
- 1995: Friday
- 1996: Set It Off